# Patron Léon Avron
Le Patron Léon Avron (ex-SNS 058) est un ancien bateau de la Société nationale de sauvetage en mer (SNSM). Ce canot tous temps a une coque en acier soudé ; il est insubmersible et autoredressable. Il pouvait sortir dans n'importe condition de vent et de mer. (Les canots tous temps sont reconnaissables à leur coque de couleur verte et à leur numéro commençant par un 0).
Il a le label BIP (Bateau d'intérêt patrimonial) de la Fondation du patrimoine maritime et fluvial depuis 2007.

## Histoire
Il a été baptisé du nom de Léon Avron, ancien sauveteur en mer.
Ce bateau, pour un canot tout temps des années 1970, bénéficie d'une conception très avancée au niveau de sa forme, de sa puissance et de sa manœuvrabilité. Il est le dernier bateau de ce type et de cette taille existant en France. Les moteurs Poyaud de ce type sont aujourd'hui en voie de disparition.

## Service
Il a d'abord servi à la station SNSM de Calais de 1977 à 1992. Puis il a rejoint la station SNSM du Guilvinec pour remplacer l'ancien canot Jean Louis Courtés (1960-1993). Il y servira de 1993 à 2003, date à laquelle il aura des ennuis moteurs.
Il a été désarmé au CERO (les ateliers SNSM de Saint-Malo) en 2004 et offert à la FRCPM (Fédération régionale pour la culture et le patrimoine maritime). En 2009 il y subit une restauration et le remplacement de ses moteurs. Il navigue désormais sous l'égide de la FRCPM avec d'autres vieux bâtiments patrimoniaux de la région.